# Lepagia gaumensis
Lepagia gaumensis és una espècie poc coneguda de rèptil mamiferoide de la mida d'un ratolí i de dieta carnívora. Visqué durant el Triàsic superior a Europa. La filiació exacta del gènere Lepagia és incerta, en part a causa del poc material que se n'ha trobat (algunes dents). Sembla més o menys proper a Probainognathus, un animal sud-americà una mica més antic. El gènere Lepagia fou descrit per Hahn, Wild i Wouters el 1987 en honor de Lepage.
Se n'han trobat restes fòssils als estrats norians-retians d'Habay-la-Vielle, Hallau, Saint-Nicolas-de-Port a Bèlgica, Suïssa i França, respectivament.